# Hermandad Aria
La Hermandad Aria o Aryan Brotherhood, también conocida como The Brand, la AB o la One-Two, es una pandilla de prisión y sindicato de crimen organizado en Estados Unidos con unos veinte mil miembros dentro y fuera de prisión. Según el FBI, si bien la organización agrupa a menos del 3 % de la población carcelaria, es responsable de hasta el 25 % de los asesinatos en el sistema federal penal. La Hermandad Aria se ha centrado en actividades económicas típicas de entidades del crimen organizado, en particular, el narcotráfico, la extorsión, la prostitución de internos y asesinatos por contrato.
Como la mayor parte de pandillas de prisión, los miembros de la AB se marcan a sí mismos con tatuajes distintivos. Por lo general, los diseños incluyen las palabras Aryan Brotherhood, AB, SS, 666, Runa Sowilo (SS), shamrocks y otros símbolos nazis e iconografía celta. La pandilla se ha centrado en las actividades económicas que suelen realizar las entidades del crimen organizado, en particular el tráfico de drogas, la extorsión, la prostitución de reclusos y el asesinato a sueldo. La organización de sus miembros solo para blancos varía de una prisión a otra, pero generalmente es jerárquica, encabezada por un consejo de doce hombres que está encabezado por una comisión de tres hombres. Para unirse a la Hermandad Aria, los nuevos miembros pueden hacer un juramento de sangre o hacer una promesa; la aceptación en la Hermandad Aria se ve favorecida por la voluntad de un prospecto de matar a otro recluso.

## Historia
La mayoría de las prisiones en los Estados Unidos estaban segregadas racialmente hasta la década de 1960. A medida que las prisiones comenzaron a eliminar la segregación, muchos reclusos se organizaron en pandillas por motivos raciales. Se cree que la Hermandad Aria se formó en la prisión estatal de San Quentin, pero puede haber sido inspirada por Bluebird Gang. Decidieron atacar a los afroamericanos que estaban formando su propio grupo militante llamado Black Guerrilla Family. 
A principios de la década de 1970, la Hermandad Aria tenía una conexión con Charles Manson y la Familia Manson. Varios miembros de la familia Manson estaban en prisión en ese momento e intentaron unir fuerzas. Sin embargo, la relación no duró mucho ya que la Hermandad Aria consideró a Manson «demasiado izquierdista», mientras que los miembros también se sintieron ofendidos por el asesinato de la actriz embarazada Sharon Tate.
La Hermandad Aria creció rápidamente en el sistema penitenciario de California y eventualmente comenzó una guerra racial en 1975 con las otras pandillas de la prisión como la Mafia mexicana, Nuestra Familia y la Black Guerilla Family. Como resultado de la guerra racial, los funcionarios de prisiones de California segregaron a las pandillas en diferentes prisiones de California. Cuando la Hermandad Aria fue aislada en la prisión de Chino, pudieron continuar creciendo y desarrollando su jerarquía de liderazgo.
En 1981, Thomas Silverstein y Clayton Fountain fueron acusados del asesinato de un preso negro llamado Robert Chappelle en la Penitenciaría de Marion. Se creía que Silverstein y Fountain estrangularon a Chappelle en su celda. Silverstein y Fountain luego mataron a Raymond Smith, un amigo de Robert Chappelle. Los dos hombres apuñalaron a Smith 67 veces. Silverstein luego comenzó a planear matar a un oficial correccional. El 22 de octubre de 1983, pandilleros de la Hermandad Aria mataron a dos oficiales penitenciarios en Marion. Silverstein mató a un oficial llamado Merle Clutts, apuñalándolo aproximadamente 40 veces. Varias horas después, Fountain también mató a un oficial llamado Robert Hoffman. Las tácticas utilizadas se desarrollaron para un asesinato anterior de un recluso; Silverstein usó un cuchillo improvisado y una llave de esposas mientras lo llevaban a las duchas. Abrió la cerradura, luego atacó y mató a Merle Clutts. Fountain usó tácticas similares para matar a Robert Hoffman.
Para la década de 1990, la Hermandad Aria había cambiado su enfoque de matar por razones estrictamente raciales y se centró en el crimen organizado como el tráfico de drogas, la prostitución y los asesinatos sancionados. Asumieron el poder del crimen organizado dentro de gran parte del sistema penitenciario de los Estados Unidos, donde eventualmente acumularon mayor poder e influencia que Mafia estadounidense. Esta situación se personificó cuando, después de ser asaltado por un recluso afroamericano mientras estaba encarcelado en la Penitenciaría Federal de Marion en 1996, el jefe de la Familia criminal Gambino John Gotti supuestamente le pidió a la Hermandad Aria que asesinara a su agresor. El atacante de Gotti fue inmediatamente transferido a custodia protectora y se abandonó la represalia planeada.
En abril de 1993, miembros de la Hermandad Aria junto con miembros de los musulmanes negros y otras pandillas en el Centro Correccional del Sur de Ohio iniciaron el Motín en la prisión de Lucasville en Lucasville. Los alborotadores tomaron como rehenes a varios oficiales y mataron a nueve reclusos, luego mataron a un oficial. Sus quejas incluyeron presuntos tratos abusivos y hacinamiento, y los musulmanes negros también exigieron el fin de las pruebas obligatorias de tuberculosis, que según dijeron violaba su fe.

### Investigaciones y enjuiciamientos
A finales de 2002, 29 líderes de la pandilla fueron detenidos simultáneamente en prisiones de todo el país y llevados a juicio en virtud de la Ley de organizaciones corruptas e influenciadas por mafiosos (RICO). la intención era dictar sentencias de muerte para al menos 21 de ellos, de una manera similar a las tácticas utilizadas contra el crimen organizado. El caso produjo 30 condenas, pero ninguno de los líderes más poderosos recibió una sentencia de muerte. La sentencia se dictó en marzo de 2006 para tres de los líderes más poderosos de la pandilla, incluido Barry Mills y Tyler Bingham, quienes fueron acusados de numerosos delitos, incluidos asesinato, conspiración, tráfico de drogas y extorsión y por ordenar asesinatos y palizas desde sus celdas. Bingham y Mills fueron declarados culpables de asesinato y enviados de vuelta a la Prisión de instalación máxima administrativa penitenciaria de los Estados Unidos (ADX) en Florence, Colorado, donde cumplen cadena perpetua sin libertad condicional, escapando de la pena de muerte.
Procesar a la pandilla ha sido difícil, porque muchos miembros ya están cumpliendo cadenas perpetuas sin posibilidad de libertad condicional, por lo que los fiscales buscaban la pena de muerte para 21 de los acusados, pero han retirado la pena de muerte para todos menos cinco acusados. En septiembre de 2006, los 19 acusados que no cumplían los requisitos para la pena de muerte se habían declarado culpables. El primero de una serie de juicios en los que participaron cuatro miembros de alto nivel terminó con condenas en julio de 2006. El 23 de junio de 2005, después de una investigación de 20 meses, una fuerza de ataque federal allanó seis casas en el noreste de Ohio que pertenecían a miembros de la «Orden de la Sangre», una organización criminal controlada por la Hermandad Aria. 34 miembros o asociados de la Hermandad Aria fueron arrestados y se emitieron órdenes de arresto para diez más.
En noviembre del 2020 más de sesenta personas asociadas con la Hermandad Aria fueron arrestadas en una operación de varias agencias que tuvo lugar en California, Montana y Nevada. Los investigadores vieron evidencia de que los miembros de la Hermandad Aria estaban operando fuera de las prisiones y notaron conexiones entre la pandilla y los delitos violentos, el tráfico de armas de fuego y el tráfico de drogas. El gobierno vio que estos delitos ocurrían en la costa oeste, sin embargo, se establecieron conexiones con la pandilla en todo el país, llegando hasta Alabama, todos vinculados a la Hermandad Aria, lo que finalmente condujo a la incautación de 80 libras de metanfetamina, 5 libras de heroína y más de 25 armas de fuego.

## Ideología y motivaciones
La motivación inicial para la formación de la Hermandad aria fue para protegerse de las amenazas de pandillas afroamericanas en la Prisión Estatal de San Quintín. El Southern Poverty Law Center (SPLC) ha dicho que, aunque claramente tienen una ideología de supremacista blanco, la principal motivación es el dinero, y ocasionalmente han dejado de lado puntos de vista racistas,  aliándose con pandillas hispanas para obtener ganancias. El SPLC, que monitorea a los grupos de odio y otros extremistas en los Estados Unidos, ha designado a la Hermandad Aria como "... la principal pandilla carcelaria de supremacistas blancos más antigua del país y un sindicato criminal nacional", y la "... pandilla de prisión más grande y letal en los Estados Unidos".
Daryl Johnson, líder del Equipo de Análisis del Terrorismo Doméstico, cuyo trabajo es monitorear la actividad de las milicias de derecha y otros grupos terroristas domésticos, dijo que las organizaciones supremacistas blancas en las cárceles son una "... amenaza de radicalización", cometiendo actos de violencia. dentro de la prisión, y luego en las comunidades más grandes después de la liberación. Johnson nombró a la Hermandad Aria, la Hermandad Aria de Texas y el Círculo Ario como ejemplos de pandillas de supremacistas blancos basadas en prisiones que son amenazas de radicalización.: 325 
En una investigación en las prisiones de California que finalizó en 1989, el FBI caracterizó a la Hermandad como un "...grupo violento de supremacistas blancos", y una conferencia de la DHS en el año de 2008 en Newport, Rhode Island dividió el extremismo doméstico violento en tres tipos y concluyó que los grupos supremacistas blancos como la Hermandad Aria seguían siendo una amenaza y un motivo de preocupación.: 189 

## Operaciones y afiliación
Las estimaciones de miembros de la Hermandad Aria varían de 15000 a 20000 miembros dentro y fuera de prisión. La Hermandad Aria tiene miembros dentro de las prisiones federales y estatales, y afuera en las calles. Todos los miembros son blancos y están en prisión o han estado en prisión. Unirse es difícil. Los nuevos miembros están en libertad condicional durante un año, deben hacer un juramento de sangre de por vida y deben cometer un acto violento para unirse a la Hermandad, como matar a un recluso rival, agredir a un oficial o asesinar a un prisionero afroamericano o hispano.
A los miembros se les inculcan varios materiales de lectura introducidos de contrabando en las prisiones publicados por Naciones Arias, Milicia de Montana y otros grupos, así como Mein Kampf, El arte de la guerra, y El príncipe de Maquiavelo. A los primeros miembros les gustaban las novelas Western de Louis L'Amour, fuente del apodo autoproclamado "la marca" de la organización. Por lo tanto, perpetuaron una admiración por los pistoleros forajidos del oeste americano. Los miembros también tienen afición por los vikingos medievales y los piratas de la Edad de oro. Las actividades delictivas dentro de los muros de la prisión incluyen la prostitución masculina, los juegos de azar, la extorsión y el tráfico de drogas, principalmente con metanfetaminas. Fuera de la prisión, el AB se involucra en todo tipo de actos delictivos, "...incluido el asesinato a sueldo, el robo a mano armada, el tráfico de armas, la fabricación de metanfetamina, la venta de heroína, la falsificación y el robo de identidad", según el SPLC.

## Organizaciones y Operaciones

### Organización
Después de su formación en las prisiones de California a mediados de la década de 1960, la Hermandad Aria se había extendido a la mayoría de las prisiones de California en 1975. Después de que algunos de sus líderes fueran enviados a prisiones federales, aprovecharon la oportunidad para comenzar a organizarse dentro del sistema penitenciario federal. Esto terminó con la creación de dos organizaciones separadas pero relacionadas, la Hermandad Aria de California y la Hermandad Aria de la prisión federal. Como dijo un ex alto líder: "Son como dos familias criminales relacionadas pero diferentes. Cada una tiene su comisión [de gobierno]... pero son aliadas". A fines de la década de 1970, estas pandillas tenían menos de 100 miembros, pero su membresía creció rápidamente a medida que absorbían otros grupos racistas y skinhead, y en la actualidad se estima que estas pandillas tienen más de 20,000 miembros en los sistemas penitenciarios federal y estatal.
En sus inicios, el grupo tenía un sistema de un solo hombre, un voto, pero esto se rompió como resultado de la rápida expansión del grupo y fue reemplazado por el establecimiento de una estructura jerárquica, encabezada por un consejo de 12 hombres. y supervisado por una comisión de tres miembros. Los sistemas federal y estatal tenían cada uno su propio consejo y comisión. La organización varía un poco, de una prisión a otra. Por ejemplo, en el sistema penitenciario de Arizona, los miembros se conocen como "parientes" y se organizan en "familias". Un "consejo" controla a las familias. Los parientes puede reclutar a otros miembros, conocidos como "progenie", y servir como mentores para los nuevos reclutas. Se instituyó una especie de sistema bancario o contable interno, que les permitía "gravar" la actividad delictiva en las calles y recaudar el 20 % de las ganancias, dinero que luego es lavado y controlado por la comisión.
También hay un subgrupo de la organización en Canadá conocido como la Hermandad Canadiense o CB y su influencia en el país fue impulsada inicialmente por las Naciones Arias. Es moderadamente activo en el crimen organizado y el sistema penitenciario canadiense. Pero las autoridades desconocen si estos dos grupos están oficialmente vinculados o no. Sin embargo, en 1991, una de sus principales figuras, Camey Nerland, fue sentenciado a cuatro años de prisión después de declararse culpable de matar a un nativo americano.

### Afiliaciones, alianzas y rivalidades
La Hermandad Aria está afiliada a una red de pandillas conformados por hombres blancos como los Nazi Lowriders y el Public Enemy n.º 1, y la organización nacional Naciones Arias. El grupo también tiene una alianza con la Mafia mexicana (La Eme), ya que los dos son enemigos mutuos de la Black Guerrilla Family. Otras bandas rivales incluyen los Black P. Stones, Bloods, Crips, D.C. Blacks, y Nuestra Familia.
La Hermandad se ha asociado en aventuras delictivas con los Hells Angels.
Las pandillas también estuvieron involucradas en una lucha de poder en la East Bay, que condujo al asesinato del vicepresidente de Hells Angels Michael O'Farrell el 6 de junio de 1989.
En 1992, la pandilla estableció lazos con el crimen de la Mafia estadounidense, a través del jefe John Gotti, quien fue sentenciado a prisión y contactó a la Hermandad Aria para protección mientras estaba en prisión. Gotti también organizó una sociedad comercial que operaba en el exterior entre su grupo y la Hermandad y, como resultado de esta sociedad comercial, el poder del grupo se expandió enormemente en las calles. La comunicación y el control de la Hermandad Aria se han vuelto tan estrictos y eficientes que han podido organizar y dirigir grandes empresas criminales en el exterior, incluso desde confinamiento solitario, para gran frustración de las autoridades federales y estatales.

## Simbología
La Hermandad Aria utiliza varios símbolos e imágenes para identificar a los miembros y la organización, y lemas y juramentos hablados o escritos para asegurarlos.

### Tatuajes

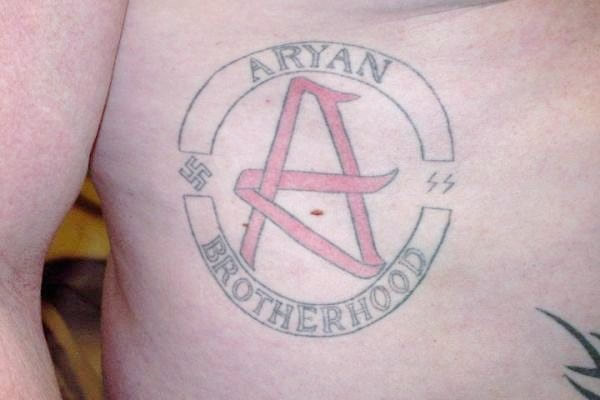
Tatuaje de un miembro

Los nuevos miembros fueron marcados con un tatuaje, siguiendo el procedimiento de una novela carcelaria popular entre los reclusos. La imagen era un trébol verde (también llamado "la roca"), las letras "AB" o el número "666". "La marca" significaba que el recluso pertenece a la Hermandad Aria.
Como la mayoría de las pandillas de prisión, los miembros de la Hermandad Aria se marcan a sí mismos con tatuajes distintivos. Los diseños suelen incluir las palabras "Hermandad aria", "AB", "666" y símbolos nazis como la SS, la runa Sowilo y esvásticas, así como tréboles y Iconografía celta.

### Lemas y promesas
Otros medios de identificación de la pertenencia al grupo eran el lema "sangre que entra, sangre que sale", que simboliza la pertenencia de por vida sin otra salida que la muerte, y "el juramento", un juramento de ocho líneas que cada nuevo miembro debía hacer.

## Categorización y análisis
De acuerdo con el FBI, a partir de 1992, la pandilla constituía menos del 0,1% de la población carcelaria, pero era responsable de entre el 18-25% de los asesinatos en el sistema penitenciario federal.
El Departamento de Seguridad Nacional de los Estados Unidos (DHS) publicó el Léxico del Extremismo Doméstico en 2009 que define diferentes clasificaciones de extremistas. El Léxico del Extremismo Doméstico reporto el extremismo de derecha, en la última entrada del informe de 11 páginas, desglosó el "movimiento supremacista blanco" en seis categorías: Neonazismo, Ku Klux Klan, Identidad cristiana,  skinheads racistas, neopaganismo, y pandillas de prisión arias. Un análisis de Slate describe la clasificación de las pandillas de la prisión aria como "... más fuera de la corriente principal de la supremacía blanca", y los describe como en gran medida independientes de otros grupos de supremacía blanca, aunque las líneas se desdibujaron con el paso del tiempo. El informe también se refiere a ellos como "más flexibles" que otros grupos de supremacía blanca ya que "... sus objetivos criminales generalmente tienen prioridad sobre la ideología".

## Miembros notables adicionales
- David "David SS" Chalue: Uno de los tres hombres acusados del secuestro y asesinato de David Glasser, Edward Frampton y Robert Chadwell en 2011.[42][43]
- David Frank Jennings: Asesino del coordinador de la Liga de Defensa Judía Earl Krugel mientras los dos estaban encarcelados en la Institución Correccional Federal de Phoenix.[44][45]
- David Clay Lind: Afiliado a la infame Pandilla Wonderland de traficantes de drogas que recibieron la atención de los medios después de la Asesinatos de Wonderland.[46][47]
- Paul "Cornfed" Schneider: El dueño de dos perros Presa Canario y asesinaron a Diane Whipple en 2001. Schneider, junto con su compañero de cuarto y miembro de la Hermandad Aria Dale Bretches,tenía la intención de iniciar una red ilegal de peleas de perros de presa canario desde la prisión.[48][49][50]